# 1850年代
| 千纪： | 2千纪                                                                                            |
| 世纪： | 18世纪 \| 19世纪 \| 20世纪                                                                       |
| 年代： | 1820年代 \| 1830年代 \| 1840年代 \| 1850年代 \| 1860年代 \| 1870年代 \| 1880年代                 |
| 年份： | 1850年 \| 1851年 \| 1852年 \| 1853年 \| 1854年 \| 1855年 \| 1856年 \| 1857年 \| 1858年 \| 1859年 |

## 大事记
- 1850年，广西蝗灾。
- 1850年—— 中國咸豐帝即位
- 1851年，太平天国成立。
- 1851年12月28日，英屬香港華人居住區發生大火，由於房屋多為木建築，火勢一發不可收拾，472間中式房屋被燒毀成灰燼，事後港督般咸規定以後所建造房屋都須以磚頭和石塊作建材，樓房間保持足夠空間作逃生用。[1]
- 1853年3月，太平天国定都南京。
- 1853年，美國海軍准將馬休·培里（Matthew Calbraith Perry）率4艘黑船駛入江戶灣浦賀海面，黑船事件發生。
- 1854年至1856年间，爆发奥斯曼、英国、法国与俄国之间的克里米亚战争。
- 1856年2月，发生西林教案，法国神父马赖被杀害。
- 1856年10月，发生亚罗号事件，
- 1857年5月，印度民族起义爆发。
- 1857年9月，英法联军抵达珠江口海面。
- 1858年6月，清政府分别与俄、英、法、美四国分别签订了《天津条约》。
- 1858年9月，法国人在越南中部的岘港登陆，要求在岘港设立领事馆，被越南阮朝政府拒绝，法国则占领岘港。

## 出生
- 1856年4月27日——載淳，即同治帝（1875年逝世）

## 逝世
- 1850年，清宣宗愛新覺羅旻寧（1782年出生）